# 2006年2月

## 2月28日
- 联合国艾滋病规划署驻中华人民共和国办事处呼吁中国政府调查北京艾滋病活动人士胡佳失踪一事。中国外交部发言人刘建超在回答有关胡佳失踪的提问时表示，中国政府不会仅仅因为表述异议就逮捕某个人。自由亚洲电台[]、BBC中文网（页面存档备份，存于）
- 由於上週法國安省的一些火雞身上發現禽流感病毒，美國宣布禁止法國部分受感染地區的禽肉進口、而日本、香港等國家或地區則是暫停整個法國禽肉的進口。紐約時報新华网（页面存档备份，存于）

## 2月27日
- 美国与哥伦比亚达成双边自由贸易协定。新华网 Archive.today的存檔，存档日期2013-04-29
- 由于伊朗核问题出现转机，市场担忧大大缓解，国际市场油价跌至每桶61美元。新华网（页面存档备份，存于）
- 2006年冬季奥林匹克运动会闭幕。新华网
- 中華民國總統陳水扁在傍晚5時許召開的記者會正式宣佈，「終止」國統會的運作與國統綱領的適用。中時電子報[永久]中時電子報[永久]

## 2月26日
- 在开罗东北部的太阳神庙发现了埃及法老王拉美西斯二世的塑像。国际在线（页面存档备份，存于）
- 伊朗核问题：伊朗与俄罗斯就俄方提出的在俄境内建立濃縮鈾提煉联合企业的談判，达成了原则性一致，双方将在近日内展开下一轮谈判，继续磋商相关问题。广州人民广播电台
- 澳門被《外國直接投資》雜誌評為2005年至2006年度亞洲地區「最具經濟發展潛力城市」。多維新聞 （页面存档备份，存于）

## 2月25日
- 爱尔兰都柏林因北爱尔兰天主教徒欲阻挠新教徒的游行，而发生了十年来规模最大的一次骚乱。

## 2月24日
- 据美国人口普查局预计，全球人口突破65亿大关，每秒平均出生4.4人。湖北日报（页面存档备份，存于）
- 菲律賓政變陰影籠罩，總統宣布全國進入緊急狀態。法新社
- 泰国首相他信宣布解散下议院，提前举行选举。人民网（页面存档备份，存于）
- 以「鍾萬億」為首的台灣籍販毒集團嫌疑人等，今於昆明市中級人民法院開庭審理，法庭認為，四名被告由於犯罪證據充分，各分別判處主嫌鍾萬億「死刑」、鍾溪洲「死刑（緩刑二年）」、從犯王俊鵬、廖正雄等二人則被判處有期徒刑十五年。北方社（中新社）（页面存档备份，存于）

## 2月23日
- Google發表在线网页制作工具—Google Page Creator 网易科技（页面存档备份，存于）
- 北京时间6时19分，印度洋沿岸国家莫桑比克中南部地区发生7.5级地震。震央位于莫桑比克首都马普托北方约550公里处、港都贝拉西南方约220公里处。南非东部港都德尔班及津巴布韦首都哈拉雷也都有震感。新华网（页面存档备份，存于）

## 2月22日
- 受投资者看好美国经济前景及油价下跌的影响，纽约股市三大指数全线上攻，其中道琼斯工业平均指数收于４年半来最高点位。新华网 Archive.today的存檔，存档日期2013-04-28
- 由于市场预期美国石油库存量增加，减轻投资者近来因尼日利亚石油产量下降引起的不安情绪，国际市场油价明显下跌。新华网 Archive.today的存檔，存档日期2013-04-28
- 二战劳工张瑞和在北京与中国民间对日索赔联合会及律师刘安元签署授权书，委托他们对日诉讼。若案件成立，将是中国民间对日索赔由在日本诉讼转为在中国国内诉讼的首起案例。新华网
- 天主教教宗本篤十六世，委任十五名樞機主教，包括香港教區主教陳日君。香港電台（页面存档备份，存于）
- 围绕日韩两国存在领土纷争的“竹岛”（韩国名“独岛”）问题，日本岛根县迎来去年3月根据条例制定的首个“竹岛日”，在该县松江市县民会馆举行了“竹岛日集会”纪念仪式。新浪网（页面存档备份，存于）

## 2月21日
- 欧盟已经有七个国家出现禽流感疫情，再加上非欧盟国家的罗马尼亚等东、南欧国家，大半个欧洲都笼罩在禽流感的阴影下。 新华网（页面存档备份，存于）

## 2月20日
- 日本东京高等法院官员说，精神病医生已得出诊断结果，原奥姆真理教教主麻原彰晃精神正常，适合继续出庭受审。这意味着长达10年的麻原审判将迎来最终判决。新华网 Archive.today的存檔，存档日期2013-04-28
- 香港天文台开发出全球第一個激光风切变预警系统。新华网
- 荷兰农业部下令全国家禽即日起必须圈养，以杜绝家禽与野鸟接触而感染禽流感的可能性。中国食品产业网

## 2月19日
- 巴勒斯坦伊斯兰抵抗运动（哈马斯）宣布，正式提名伊斯梅尔·哈尼亚担任巴勒斯坦自治政府新总理。新华网

## 2月18日
- “雨燕”号观测卫星观测到一种类似伽玛射线暴的新型宇宙爆炸，可能是超新星爆炸的前奏。新华报业网
- 第56届柏林国际电影节颁奖典礼举行，波斯尼亚导演亚斯米拉·兹巴尼奇的合拍片《格尔巴维察》夺得最佳影片金熊奖。香港電影《伊莎貝拉》獲最佳電影音樂銀熊獎，由金培達親自領獎。BBC中文网[]
- 意大利體制改革和權力下放部長卡爾代羅利因日前穿了印有被指褻瀆伊斯蘭教漫畫的上衣，宣佈辭職。 BBC中文網[] Yahoo!香港／明報
- 殼牌石油公司的九名工作人員在尼日利亞被綁架。一個武裝組織日前表示，將對外國的石油利益展開「全面戰爭」。 BBC中文網[] 新華網

## 2月17日
- 美國國務院表示，美國已經要求巴勒斯坦當局歸還5,000萬美元的援助款項，因為華府不希望哈瑪斯（Hamas）當權的政府取得這筆資金。 Yahoo!香港／路透華盛頓電
- 菲律宾中部莱特岛上发生，一个村庄被掩埋，造成至少200人死亡，1500人失踪。 BBC中文网（页面存档备份，存于）

## 2月16日
- 一个由多国科学家组成的国际小组在英国《自然》杂志上报告说，他们发现了一种不规则释放无线电波的奇特星体。被命名为“旋转无线电瞬变星”。 新华网 Archive.today的存檔，存档日期2013-04-28
- 下属喷气推进实验室和堪萨斯大学科学家发表的一项研究成果显示，格陵兰岛冰川流失的速度在最近5年中加快了一倍。新华网 Archive.today的存檔，存档日期2013-04-28
- 海地临时选举委员会宣布，希望党候选人勒内·普雷瓦尔在7日举行的2006年海地总统选举中获得51.15％的选票，成为获胜者。羊城晚报
- 紐西蘭屬地托克勞島自治公投出爐，由於贊成自治的票數未達所需比例，該島將維持非自治屬地現狀。中時電子報、CNN
- 華盛頓時報報導最近公布的一批商業衛星照片，讓中國一條水底潛艦通道首度曝光。自由電子報

## 2月15日
- 美国之音发表声明，决定从2007年开始结束其俄语、阿尔巴尼亚语、波斯尼亚语、马其顿语、塞尔维亚语和印地语的广播节目。工人日报（页面存档备份，存于）
- 欧盟25国的兽医专家批准了欧盟委员会的建议，同意暂停从发生口蹄疫疫情的阿根廷部分地区进口去骨牛肉和其他牛肉产品。新华网（页面存档备份，存于）
- 美國國會舉行聽證會，調查雅虎、微軟、Google和思科等電腦與網路公司幫助中國封鎖信息的問題。中時電子報[永久]

## 2月14日
- 歐洲地區禽鳥感染高病原性H5N1禽流感病毒致死疫情持續擴大，奧地利與德國相繼發現首例H5N1禽流感病例。中時電子報[永久]
- 英国议会下院以压倒性多数票数通过了旨在全部禁烟的修正案。这意味着英国所有的公共场所和工作场所都将禁止吸烟。文新传媒[]
- 韩国外交通商部宣布，其长官潘基文将竞选下一任联合国秘书长。南京日报
- 中華人民共和國國務院新聞官員劉正榮強調，中國大陸人民可自由使用互聯網通暢連接國際網站，而網路服務商對不合中國法律的網站所採取的必要措施都是透明的。這些非法網站多數是色情或恐怖內容。劉正榮並強調，中國大陸從未有人因在網路發表言論而被捕。新華社（页面存档备份，存于）
- 保护记者委员会发表2005年侵犯媒体年度报告。自由亚洲电台
- 香港舉行慈幼會百週年傳頌承慶典，特首曾蔭權亦有到場參與。

## 2月13日
- 2006年海地总统选举结束后，总统候选人普雷瓦尔的支持者因不满选举结果举行的示威演变成骚乱。武汉晨报
- 伊朗核问题：伊朗议会国家安全与对外关系委员会主席阿拉丁·布鲁杰迪说，伊朗已于当天恢复用于和平目的的铀浓缩活动。京江晚报[]

## 2月12日
- 俄罗斯女子撑杆跳名将伊辛巴耶娃在乌克兰东部城市顿涅茨克举行的国际撑杆跳明星赛中跳出4米91的好成绩，再次打破了由她自己保持的女子室内撑杆跳世界纪录。新华网（页面存档备份，存于）
- 美國東北地區遭到有史以來最大風雪侵襲，紐約市降雪量創下歷史最高紀錄。中時電子報[永久]

## 2月11日
- H5N1禽流感病毒入侵歐盟，義大利、希臘證實野天鵝感染致死。中時電子報[永久]
- 美国冒险家史蒂夫·福塞特驾驶“环球飞行者”号飞机在英国南部安全降落。他在3天多时间里环球飞行约4．25万公里，创造了不间断飞行最远距离的世界新纪录。中時電子報[永久]、聯合新聞網

## 2月10日

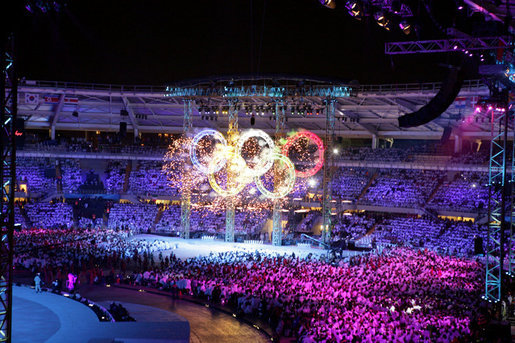
2006年冬季奥林匹克运动会開幕典禮。

- 2006年冬季奥运开幕。男高音在開幕典禮上獻唱。
- 以色列前总理因消化系統嚴重受損而施行紧急手术，一度生命垂危。BBC中文网
- 意大利總統錢皮宣佈解散國會，重選定於4月9日舉行。 明報即時新聞網
- 中國國家衛生部通報，湖南一名20歲女子感染H5N1禽流感，並已於日前死亡。據指出這是中國死於禽流感的第8人。東森新聞網（页面存档备份，存于）

## 2月9日
- 由于厄哥边界问题，厄瓜多尔政府召回其驻哥伦比亚大使。新华网
- 英国卫生部门宣布，英国发现了第三例可能因输血而感染新型“克雅氏症”的病例。新华网 Archive.today的存檔，存档日期2013-04-28
- 2006年的第48屆頒獎典禮於美國洛杉磯的史坦普中心舉行。

## 2月8日
- 电影《断背山》夺得伦敦影评人协会的两项大奖。新华网 Archive.today的存檔，存档日期2013-04-28
- 中美两国科学家研究发现，生活在侏罗纪的一种只有3米长的小型食肉恐龙“五彩冠龙”，很可能是霸王龙的祖先。人民网（页面存档备份，存于）
- 美國海軍計劃在未來五年耗資1663億美元建設51艘軍艦。明報新聞網
- 联合国粮农组织证实，非洲尼日利亚北部的商业养鸡场发现了H5N1禽流感病毒。光明网（页面存档备份，存于）

## 2月7日
- 一支联合考察队的科学家宣称，他们在印度尼西亚巴布亚省热带雨林中发现了数十种新物种，當中還包括先前認為已絕種的樹袋鼠。新华网 Archive.today的存檔，存档日期2013-04-28
- 2006年海地总统选举开始，这是海地200多年来第一次总统选举。搜狐（页面存档备份，存于）
- 香港科技大學電機及電子工程學系的碩士生吳詠倫和博士生文子賢開發晶片新技術，並在「芯片奧運會」的国际固态电路会议。該項技術能在特定的操作條件下大幅提升轉換器的能源效益，將成為通訊設備關鍵元件。 大公報

## 2月6日
- 《烟草控制框架公约》缔约方首次会议在日内瓦开幕。新华网（页面存档备份，存于）

## 2月5日
- 2006年哥斯达黎加总统大选举行。新华网 Archive.today的存檔，存档日期2013-04-28
- 丹麥《日德蘭郵報》之穆罕默德漫画事件繼續升溫，黎巴嫩抗議者縱火焚燒丹麥領事館。 BBC新聞網（页面存档备份，存于）

## 2月4日
- 巴拿马与智利达成自由贸易协定。新华网
- 丹麥《日德蘭郵報》之穆罕默德漫画事件繼續升溫，敘利亞抗議者縱火焚燒丹麥、挪威兩國大使館。 BBC新聞網
- 国际原子能机构决定将伊朗核问题向联合国安理会报告。网易新闻

## 2月3日
- 一艘載有1414名乘客和海員的萨拉姆98号客輪，在沙特阿拉伯杜巴開往埃及薩法加期間，於離洪加達70公里處之红海海面沉沒。目前已找到300多名生還者和近200多具浮屍。東森新聞網（页面存档备份，存于）中時電子報明報新聞網
- 中國公安部協同海關總署、台灣、泰國等警方，於昆明某小區對以「鍾萬億」为首的贩毒集团執行抓捕行動。而台灣警方則於當日在台中港、基隆港二地共啟出「海洛因」毒品共計57.4千克，（含1月26日台灣警方一起破獲案例）市值約新台幣二億多元。此案為海峽兩岸首次共同合作破獲「跨國性毒品走私案」之經典範例。北方網（中新網）（页面存档备份，存于）

## 2月2日
- 丹麥《日德蘭郵報》之前刊登描繪穆罕默德的漫畫，引起軒然大波，敘利亞、沙特阿拉伯召回駐丹麥大使。 BBC中文網
- 歐洲多國平面媒體刊登回教先知穆罕默德漫畫所引發的爭議擴大。自由電子報中時電子報
- 國際原子能總署署長艾巴拉迪表示，伊朗需要恢復國際對它的信心，但該國核問題「並不是一項立即的威脅」。自由電子報

## 2月1日
- 香港特区政府指出，從走私自中國大陸的一隻野生八哥與一隻死雞檢體上化驗出禽流感H5N1病毒。此外，三名港人吃了據信染有H5N1病毒的雞隻後，已送入醫院隔離治療。自由電子報
- 美國現任總統小布殊在電視上發表国情咨文，就反恐、國土安全及複製人類等重要議題發表講話。Yahoo：布殊國情咨文摘錄